# كين كاكيتا
كين كاكيتا (باليابانية: 垣田 健) (مواليد 10 سبتمبر 1970)، هو لاعب كرة قدم سابق كان يلعب كمهاجم.